# Koppoter

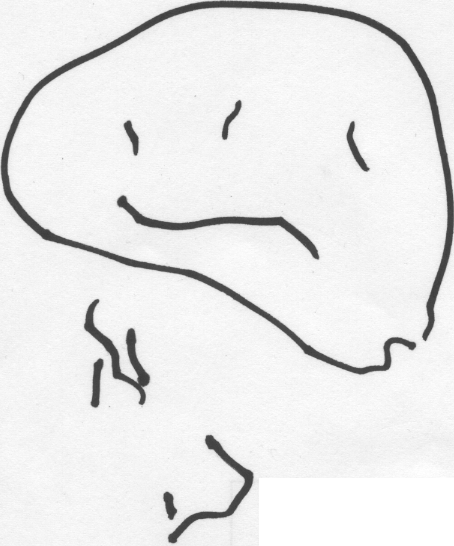
Kind, 2½ jaar. Hoofd met losse elementen, een voorfase van de koppoter.

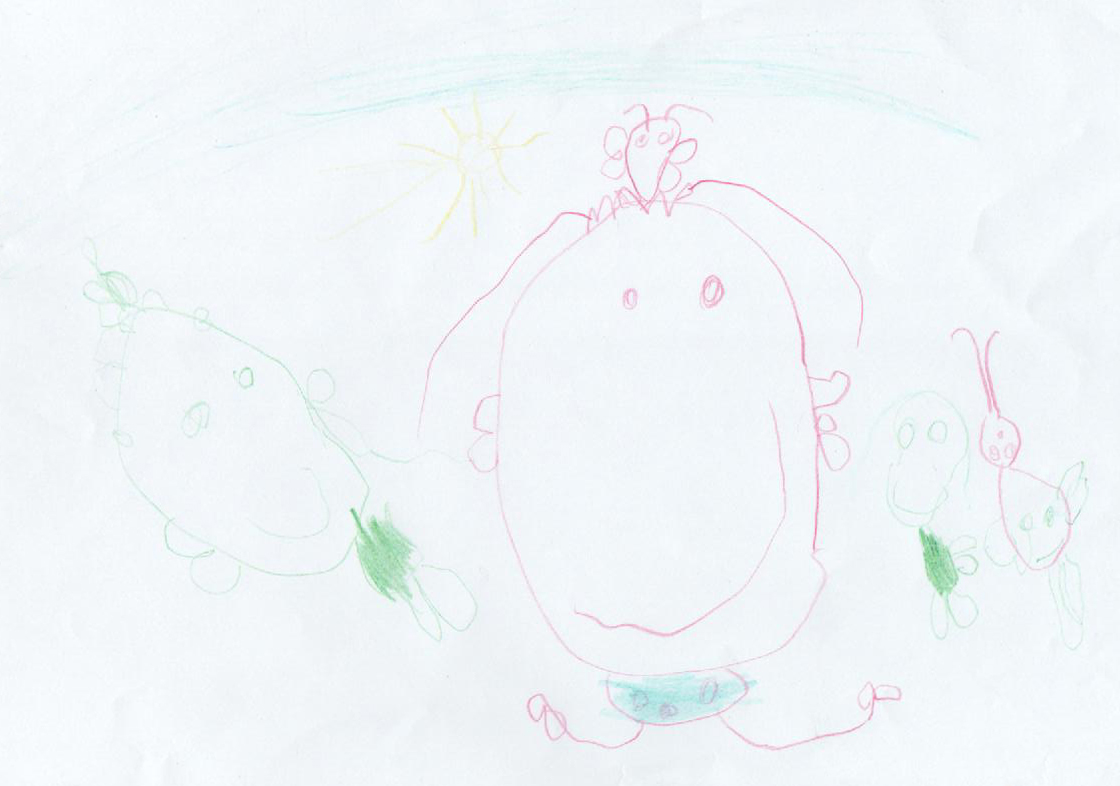
Meisje, 3 jaar. Koppoter met indicatie van kleding en daarmee van een lichaam; benen ontbreken, of de getekende lijnen moeten zowel armen als benen verbeelden. De stijlkenmerken en bijfiguren geven aan dat dit kind zich vroeg ontwikkeld heeft.

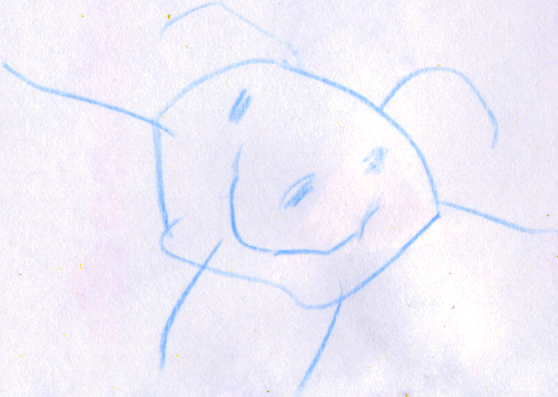
William Robinson, 4½ jaar

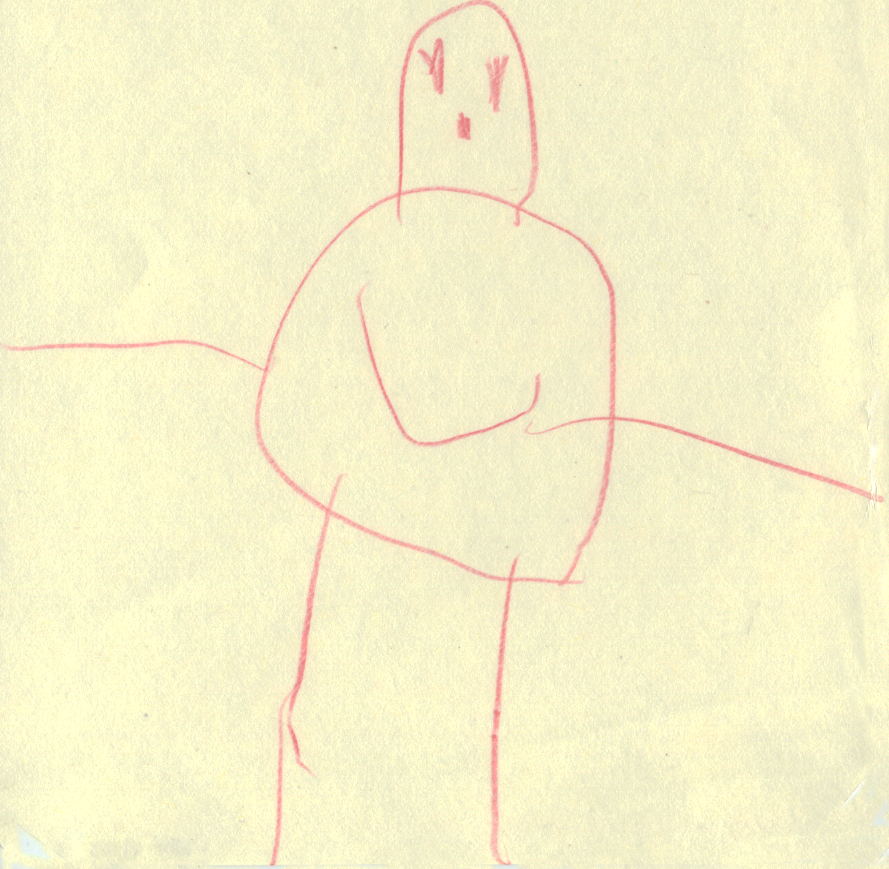
William Robinson, 4½ jaar. Eindfase van de koppoters. De rolverdeling tussen hoofd en lichaam is nog wat willekeurig, de mond bevindt zich in het lichaam.

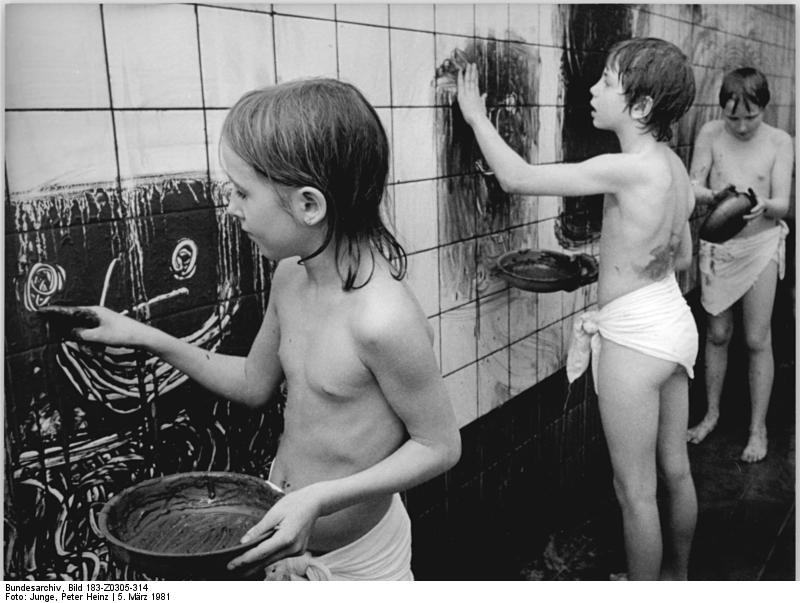
Tekeningen van oudere kinderen met stijlkenmerken van koppoters

De koppoter of kopvoeter is een tekening van een menselijke figuur, waarbij de romp ontbreekt, en voeten (soms ook handen) rechtstreeks aan het hoofd worden getekend, vaak in de vorm van een stokfiguur. In het Belgisch Nederlands wordt ook de term koploper wel gebruikt. Deze termen kunnen ook de tekening als geheel aanduiden. Een afgeleide term wordt gebruikt voor een ontwikkelingsfase bij kinderen (peuters en kleuters): de kopvoetersfase of koppoter(s)fase.
Stijlelementen en vormelementen van koppoters worden ook in het latere leven nog gebruikt, ook door kunstenaars, maar hardnekkige toepassing van deze elementen kan wijzen op een verstoorde ontwikkeling.

## Kenmerken
Een koppoter of kopvoeter bestaat enkel uit een rond of ovaal hoofd, waar gewoonlijk twee benen direct op aansluiten. Soms sluiten ook de armen direct aan het hoofd, of worden ze haaks op de benen getekend. Het kan ook dat alleen armen, en geen benen getekend worden. De ledematen worden getekend als lijnen. Al vanaf het begin van de koppotersfase is in het hoofd gewoonlijk met stippen of korte strepen een aanduiding van mond en ogen gemaakt. Gewoonlijk wordt verondersteld dat het kind zichzelf tekent, of niemand in het bijzonder. Later in de fase is soms af te leiden dat het kind zichzelf afbeeldt.

## Ontwikkeling van de tekening
Onder normale omstandigheden maakt ieder kind gedurende enige tijd dit type tekening, en gedurende enkele maanden of jaren worden menselijke figuren op deze manier afgebeeld. Aan het begin van de overgang vanaf de krasfase zijn soms lichaamsdelen te herkennen die los rondslingeren rondom een hoofd dat een groot deel van de tekening vult en binnen enkele weken of maanden ontwikkelt zich de echte koppoter. Typerend bestaat een tekening uitsluitend uit een enkele koppoter, hooguit aangevuld met wat gekraste versieringen eromheen, maar later kunnen bijfiguren ontstaan. De figuur kan ingekleurd zijn, maar zeker in het begin zal kleuring dwars door de tekening lopen en is er nauwelijks verband tussen lijntekening en kleuring.
Bij latere tekeningen wordt eerst de mond een langere streep die later soms lachend gemaakt wordt. De neus wordt na verloop van tijd haakvormig getekend, ter aanduiding van de driehoeksvorm; bij uitzondering zien we soms een gesloten driehoek als neus, dit hoort eigenlijk bij de fase na de koppoter.
Na verloop van tijd kan het kind voeten tekenen, haaks op de benen. De voeten kunnen lange strepen zijn die naar de zijkant van de tekening wijzen en soms de hele onderkant van de tekening vullen of zelfs langs de zijkanten omhoog krullen. Voor de benen is dan niet veel aandacht meer, die ontbreken dan vrijwel. Zeer korte beentjes kunnen overigens ook ontstaan als het hoofd de tekening nagenoeg opvult.

## Ontwikkeling van vaardigheden en inzicht
De koppotersfase hangt samen met allerlei ontwikkelingen: de tekenstijl van de kindertekening ontwikkelt zich van krassen en kleurexperimenten naar figuratie en er vindt bewustwording plaats van het eigen lichaam: het lichaamsschema wordt gedetailleerder. Verder moet het kind, om ruimte over te houden voor een lichaam, een soort planning van de tekening maken. Bij jonge kinderen ontbreekt deze vaardigheid, zodat het hoofd vrijwel de hele tekening in beslag neemt. Ten slotte moet nog de ontwikkeling van het ruimtelijk inzicht genoemd worden: een minimaal bewustzijn van de plaats van de bevestigingspunten van armen en benen moet ontstaan, alsmede besef van de grootte van de onderdelen.
Dat de ontwikkeling van het lichaamsschema niet het enige bepalende is voor dit type tekeningen, blijkt als volwassenen in het bijzijn van kleuters gaan tekenen in kleuterstijl. Dit kan hevig protest uitlokken; in dat geval zien kinderen dus wel tekortkomingen aan hun eigen tekening, maar missen de competenties om er iets aan te doen.
De ontwikkeling van gekras naar anatomisch juist tekenen verloopt min of meer autonoom: een stimulerende omgeving kan de ontwikkeling iets versnellen, maar erg specifieke opdrachten van volwassenen zijn zinloos. Wel kan een kind door omstandigheden opeens iets lichaamsachtigs gaan tekenen. Een meisje dat op haar verjaardag een jurkje heeft gekregen kan zichzelf daarin gaan tekenen, om enkele dagen later weer terug te keren naar de normale koppoter. Iets dergelijks is wel de indicatie dat de koppotersfase naar zijn einde loopt.
In het interbellum was het tekenen van een "mannetje" gelanceerd als intelligentiemeting voor 3- tot 12-jarigen door Florence Goodenough in de Verenigde Staten (1926). In Frankrijk werden gelijkaardige ideeën gelanceerd door H.M. Fay in 1924 en door A. Rey in 1946. Ook in Vlaanderen en Nederland werd het toen als ruwe screening soms gebruikt. Later werd een menstekening ook gevraagd van (zwaar-)mentaal gehandicapte of andere psychiatrische patiënten. Daar diende het niet alleen voor een schatting van het ontwikkelingsniveau, maar ook om de eigen lichaamsbeleving te begrijpen. Een vertaling en aanpassing van de oorspronkelijke test van het "Mannetje van Goodenough", met gedetailleerdere beschrijving van de quoteringswijze en een eigen normering op ruim 500 lagerschoolkinderen door Joseph Nuttin en Juul Stinissen in 1951, toonde aan dat dit meetinstrument te weinig betrouwbaar was, en te veraf stond van wat men meestal onder intelligentie verstaat. In deze handleiding werd toen al de term kopvoeter gebruikt. Wel bleek er toen een vrij goede correlatie te bestaan tussen de uitslag op de test en de schoolprestatie van het kind. Een kopvoeter-tekening met de volgende elementen: hoofd, benen en een ruwe aanduiding van neus, mond, ogen, kwam in die normering overeen met een verstandelijke leeftijd van 4 jaar en 3 maanden.

## Afwijkende ontwikkeling
Elementen van de koppotersfase kunnen nog lang bewaard blijven, zelfs tot in de volwassenheid. Het slechts aanstippen van neus en ogen en het tekenen van lijnvormige armen en benen zijn bekend en psychologen gebruiken dit soms als indicatie voor ontwikkelingsstoornissen of een verstoorde emotionele ontwikkeling. Anderzijds kunnen ook het volstrekt ontbreken van tekenonderwijs of een gebrekkige intelligentie leiden tot resultaten die in hun onbeholpenheid aan koppoters doen denken, zonder dat er sprake is van een ontwikkelingsstoornis. Het meest typerende element, het weglaten van het lijf, komt bij kinderen boven de acht nauwelijks meer voor.

## Teruggrijpen op koppoters

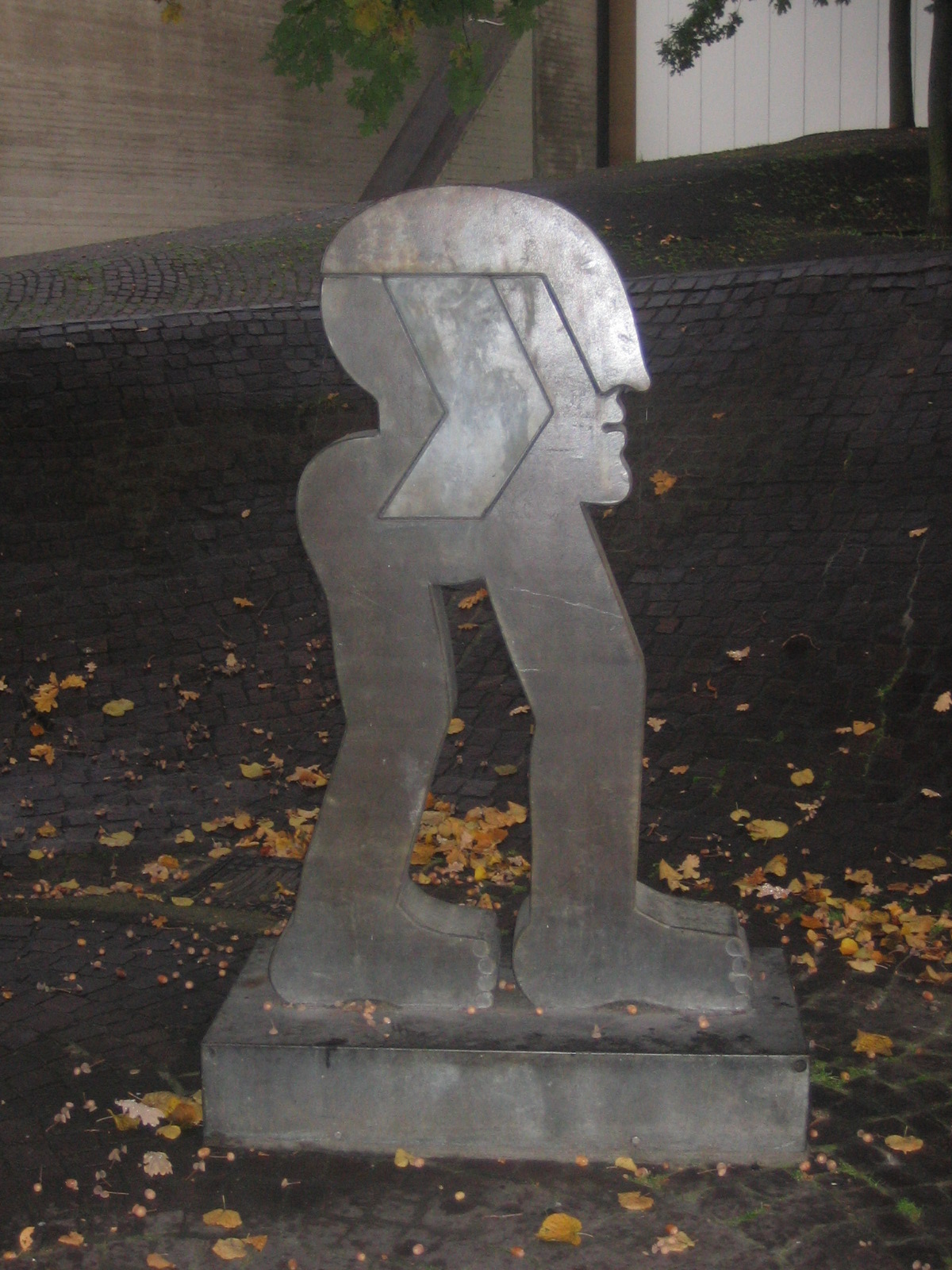
Kopffüßler van Horst Antes

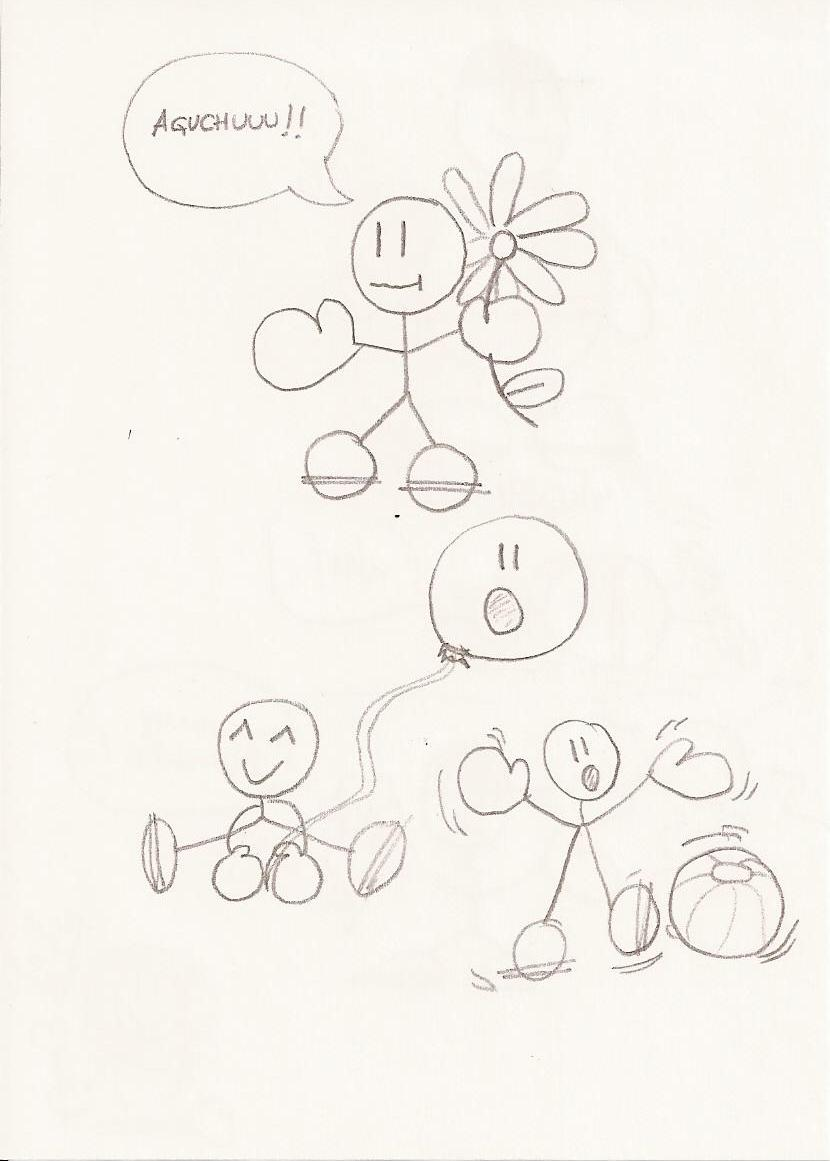
Vereenvoudigde lichamen, bijna tot aan koppoters toe, de bovenste toont een nek en is dus geen echte koppoter. Met de versimpeling toont de tekening ongecompliceerde emotie.

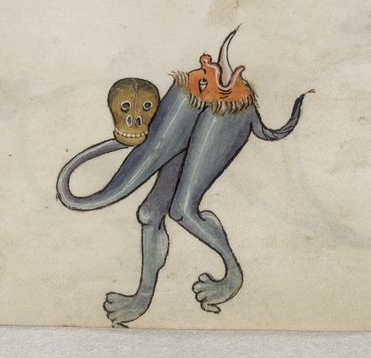
Detail uit het Luttrell psalter

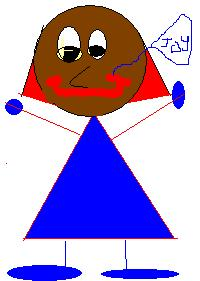
Gebruik van basiselementen van een tekenprogramma leidt hier tot een stijl die aan koppoters doet denken

Oudere kinderen, maar ook volwassen leken en kunstenaars, kunnen teruggrijpen op de koppoter. De sterke vereenvoudiging van de voorstelling kan een reden zijn, maar ook het welbewust oproepen van de kindertijd. Een ander motief is het welbewust tekenen van fantasiefiguren, al dan niet ontleend aan gebochelden of achondroplasten of aan het mythische, hoofdloze volk van de Blemmyes. Ook toevallige omstandigheden kunnen tot het gebruik van koppoters leiden, bijvoorbeeld wanneer iemand zijn rechterarm heeft gebroken en met links tekent. Iets dergelijks is ook te zien wanneer iemand voor het eerst met een grafisch programma werkt.

### Enkele kunstenaars
De Cobra-kunstenaar Eugène Brands heeft koppoters geschilderd die in het kader van de voorstelling weliswaar duidelijk van een volwassen kunstenaar zijn, maar in stijl en vormen kinderlijke koppoters zijn. Ook Karel Appel en vele kunstenaars vanaf de twintigste eeuw hebben met het lichaamsschema gespeeld en op primitieve vormen teruggegrepen. De Duitse kunstenaar Horst Antes heeft vanaf ongeveer 1960 veel beelden en schilderijen gemaakt met koppoters en andere vereenvoudigingen van het lichaamsschema, waarvan enkele de titel Kopffüßler (Duits voor koppoter) droegen, maar zijn vormentaal is niet elementair of kinderlijk, maar juist vol spanning en met een krachtige aanwezigheid. Jheronimus Bosch staat bekend om zijn groteske figuren, waarbij het lichaam schematisch is weergegeven of vrijwel ontbreekt. Het middeleeuwse Luttrell psalter is op vele plaatsen verlucht met vrijwel lijfloze wezens.